# Massenhysterie (Album)
Massenhysterie ist das zweite Soloalbum des deutschen Rappers Godsilla. Es erschien am 11. September 2006 über das Independent-Label I Luv Money Records.

## Entstehung
Nach der Veröffentlichung seines Debütalbums Übertalentiert im Jahr 2004, widmete sich Godsilla dem Kollabo-Album Schmutzige Euros mit seinem Labelchef King Orgasmus One, welches 2005 erschien. Danach begannen die Arbeiten an Massenhysterie.

## Produktion
Die Beats des Albums wurden zum Großteil von DJ Ilan, Serk, Produes, Raiden und Djorkaeff produziert.

## Covergestaltung
Das Albumcover ist in dunklen Farbtönen gehalten. Godsilla ist, bekleidet mit einem schwarzen Pullover, Kette und Sonnenbrille tragend, im linken Bildteil zu sehen. Im rechten Teil sieht man einen Hubschrauber über einem Gebäude fliegen. Am oberen Bildrand steht I Luv Money Records Präsentiert und rechts unten godsilla und darunter massenhysterie.

## Gastbeiträge
Zehn Lieder des Albums enthalten Gastbeiträge von anderen Künstlern. Godsillas Labelchef King Orgasmus One ist bei den Songs Pornobo$$ Shit, Überstars und Berlin macht Welle (BMW) vertreten, auf letzterem hat auch Bass Sultan Hengzt, der außerdem bei Rede mit der Hand zu hören ist, einen Gastauftritt. Massiv rappt eine Strophe auf Showbiz und ist neben Automatikk bei 4 zu 1 zu hören. I Luv Money-Kollege JokA unterstützt Godsilla auf dem Song Komm Komm und die Rapper Clickz und Serk haben Gastparts bei V.I.P. Außerdem ist die Berliner Rapperin She Raw auf Ich gebe kein Fick zu hören, während Amir bei Alles was ich bin vertreten ist.

## Titelliste
| #  | Titel                    | Gastmusiker                              | Produzent        | Länge |
| -- | ------------------------ | ---------------------------------------- | ---------------- | ----- |
| 1  | Godsilla kommt!          |                                          | Produes und Serk | 2:31  |
| 2  | Massenhysterie           |                                          | Serk             | 3:26  |
| 3  | Pornobo$$ Shit           | King Orgasmus One                        | Produes und Serk | 3:26  |
| 4  | Kein Morgen              |                                          | Produes          | 4:00  |
| 5  | God ist da               |                                          | Cymen Beats      | 3:23  |
| 6  | Showbiz                  | Massiv                                   | Serk             | 3:47  |
| 7  | Kinder der Hauptstadt    |                                          | Djorkaeff        | 2:58  |
| 8  | Prepare 4 War            |                                          | Produes          | 3:11  |
| 9  | Komm komm                | JokA                                     | Serk             | 4:16  |
| 10 | V.I.P.                   | Clickx und Serk                          | Cymen Beats      | 3:10  |
| 11 | Du kennst mich nicht     |                                          | Produes          | 3:57  |
| 12 | Rede mit der Hand        | Bass Sultan Hengzt                       | Produes          | 3:27  |
| 13 | Komm mit mir             |                                          | DJ Ilan          | 3:50  |
| 14 | Ich gebe kein Fick       | She-Raw                                  | Atze FickaH      | 3:04  |
| 15 | Mann der Stunde          |                                          | Raiden           | 3:53  |
| 16 | 4 zu 1                   | Automatikk und Massiv                    | DJ Versatile     | 3:46  |
| 17 | Schau nach oben          |                                          | Produes          | 3:53  |
| 18 | Ebenbild                 |                                          | Serk             | 3:33  |
| 19 | Alles was ich bin        | Amir                                     | Djorkaeff        | 3:15  |
| 20 | Ers back, ers Rap        |                                          | Raiden           | 3:38  |
| 21 | Berlin macht Welle (BMW) | King Orgasmus One und Bass Sultan Hengzt | Raiden           | 3:23  |
| 22 | Abspann                  |                                          | Atze FickaH      | 1:57  |
| 23 | Überstars (Bonustrack)   | King Orgasmus One                        | DJ Versatile     | 3:59  |

## Kritik
Das Online-Magazin rap.de bewertete das Album insgesamt positiv, lediglich fehlende Abwechslung wird kritisiert:

„Godsillas Einzigartigkeit ist aber leider nicht gleich Variantenreichtum. Flow und Betonung bleiben das ganze Album hindurch die Gleichen. Durch die guten, aber leider auch ähnlich gehaltenen Beats, verstärkt sich die Eintönigkeit noch, die nur durch einige wenige Ausnahmen unterbrochen wird. Alle Tracks haben gute Lines und gute Reime, aber zu wenige Tracks stechen wirklich heraus. Das ist schade, eben weil alle Voraussetzungen zu einem hervorragenden Album gegeben sind und doch 'nur' ein gutes entstanden ist.“